# Psychotria lourteigiana
Psychotria lourteigiana är en måreväxtart som beskrevs av Julian Alfred Steyermark. Psychotria lourteigiana ingår i släktet Psychotria och familjen måreväxter. Inga underarter finns listade i Catalogue of Life.